# Bucculatrix sororcula
Bucculatrix sororcula är en fjärilsart som beskrevs av Braun 1963. Bucculatrix sororcula ingår i släktet Bucculatrix och familjen kronmalar. Inga underarter finns listade i Catalogue of Life.